# Língua araueté
A língua araueté (ou araweté) é uma língua indígena brasileira em situação vulnerável, falada por aproximadamente 467 pessoas do povo Araueté. Esse povo vive na Terra Indígena Araweté/Igarapé Ipixuna, demarcada em 1991 e localizada na Amazônia Legal, no estado do Pará. A terra indígena fica localizada nas margens do rio Xingu, próxima ao município de Altamira.
A língua pertence ao tronco linguístico tupi e faz parte da família tupi-guarani.
Uma grande parte dos Arauetés não fala português e, entre os que falam, uma porcentagem muito pequena deles é fluente. Por outro lado, há muitos legados linguísticos no português brasileiro que vieram de línguas da família tupi-guarani, e, por isso, é possível encontrar em araueté algumas palavras que também são utilizadas em português, como empréstimos.

## Etimologia
A língua araueté recebeu esse nome por conta do povo Araueté, que a fala. Já a origem do nome do povo não veio de uma palavra utilizada pelos próprios para se definirem, mas foi uma atribuição feita por um membro da FUNAI. Existem teorias que afirmam que a palavra araueté pode ter sido uma interpretação realizada pelo sertanista J. E. Carvalho do termo awa ete (humanos verdadeiros, em araueté). Ela não teria, em si, um significado de autodenominação para o povo indígena em questão.

## Distribuição
A língua araueté é falada somente entre o povo Araueté, na região da margem esquerda do médio curso do rio Igarapé Ipixuna, um afluente da margem direita do baixo Xingu. A terra indígena onde vivem fica localizada nos municípios de Altamira, São Félix do Xingu e Senador José Porfírio, no estado do Pará, e faz divisa com outras três terras indígenas: Terra Indígena Koatinemo, Terra Indígena Apyterewa e Terra Indígena Trincheira Bacajá.
O araueté já foi, por um tempo, considerado bastante diferenciado de outras línguas tupi-guarani vizinhas. Porém, mesmo tendo características próprias e independentes dentro dessa família, estudos mais recentes de linguistas analisaram que o araueté ainda possui alguns aspectos em comum com outras línguas da família, o que permite com que seja agrupado junto com elas. Segundo alguns linguistas, a língua pertenceria, então, ao sub-ramo V da família tupi-guarani, junto com o asurini do Xingu, o ararandewára-amanajé e o anambé do Cairari.
Essa proximidade linguística muitas vezes é resultante de uma proximidade geográfica, como é o caso do araueté com o asurini do Xingu, línguas faladas por povos vizinhos: os indígenas habitantes da Terra Indígena Koatinemo e os da Terra Indígena Araweté/Igarapé Ipixuna.

## Fonologia
O inventário fonético do araueté conta com 19 fonemas consonantais e 14 fonemas vocálicos, como representado nas tabelas a seguir.

### Consoantes
O araueté possui 19 fonemas consonantais, tanto vozeados quanto desvozeados, articulados de diferentes modos e em diferentes locais do aparelho fonador humano.
|             | Bilabial | Alveolar | Pós-alveolar | Palatal | Labiovelar | Velar | Glotal |
| ----------- | -------- | -------- | ------------ | ------- | ---------- | ----- | ------ |
| Oclusiva    | p b      | t d      |              |         |            | k     | ʔ      |
| Africada    |          | ts dz    | tʃ dʒ        |         |            |       |        |
| Nasal       | m        | n        |              | ɲ       |            |       |        |
| Fricativa   | β        | ð        |              |         |            |       | h      |
| Tap ou flap |          | ɾ        |              |         |            |       |        |
| Aproximante |          |          |              | j       | w          |       |        |

### Vogais
O inventário vocálico do araueté tem 14 fonemas vocálicos, sendo 8 deles orais e 6 nasais.
|             | Anterior | Central | Posterior |
| ----------- | -------- | ------- | --------- |
| Fechada     | i ĩ      | ɨ ɨ̃     | u ũ       |
| Semifechada | e ẽ      |         | o õ       |
| Média       |          |         |           |
| Semiaberta  | ɛ        |         | ɔ         |
| Aberta      | a ɐ̃      |         |           |

## Ortografia
O alfabeto em araueté faz uso de partes do alfabeto latino, contando com 23 grafemas, dos quais 8 não estão presentes no alfabeto do português brasileiro. A seguir estão as representações das 13 consoantes e 10 vogais da escrita araueté, seguidas de suas respectivas representações fonéticas e explicações de pronúncia.
| Letra | Fonema | Pronúncia                               |
| ----- | ------ | --------------------------------------- |
| a     | /a/    | arca                                    |
| ã     | /ɐ̃/    | panda                                   |
| d     | /d/    | lado                                    |
| e     | /e/    | meu                                     |
| ẽ     | /ẽ/    | bem                                     |
| h     | /h/    | carro                                   |
| i     | /i/    | ilha                                    |
| ĩ     | /ĩ/    | imperador                               |
| ɨ     | /ɨ/    | menina                                  |
| ɨ̃     | /ɨ̃/    | não existe correspondência no português |
| j     | /dʒ/   | dia (sotaque paulista)                  |
| k     | /k/    | cachorro                                |
| m     | /m/    | palma                                   |
| n     | /n/    | noite                                   |
| ñ     | /ɲ/    | ganha                                   |
| p     | /p/    | pato                                    |
| r     | /ɾ/    | cara                                    |
| t     | /t/    | tudo                                    |
| tʃ    | /tʃ/   | dente (sotaque paulista)                |
| u     | /u/    | uva                                     |
| ũ     | /ũ/    | defunto                                 |
| w     | /w/    | igual                                   |
| '     | /ʔ/    | ã'ã (para negar algo)                   |

## Gramática

### Pronomes
Em araueté, existem pronomes que podem tanto substituir quanto acompanhar e caracterizar substantivos. Eles podem, ainda, ser subdivididos em algumas categorias, sendo as principais os pronomes pessoais e os demonstrativos.

#### Pronomes pessoais
Os pronomes pessoais em araueté são constituídos por palavras independentes em uma frase. Eles variam de acordo com a(s) pessoa(s) gramatical(is) sobre a(s) qual(is) cai o foco do enunciado.
| Pessoa                                       | Pronome pessoal | Significado                                     |
| -------------------------------------------- | --------------- | ----------------------------------------------- |
| foco na primeira pessoa                      | he              | eu                                              |
| foco na segunda pessoa                       | ne              | você/tu                                         |
| foco na primeira, segunda e terceira pessoas | mɨde            | nós inclusivo (eu, você e ele(s)/ela(s)/elu(s)) |
| foco na primeira e terceira pessoas          | ure             | nós exclusivo (eu e ele(s)/ela(s)/elu(s))       |
| foco na segunda e terceira pessoas           | pẽ              | vocês (você e ele(s)/ela(s)/elu(s))             |

Esses pronomes desempenham diferentes funções nas frases em que estão presentes, o que pode fazer com que seu sentido varie de acordo com a construção e organização da oração.
Uma primeira função é a de sujeito, como em “pẽ rupehi ku pẽ” (Vocês estão com sono.). Outra função é a de objeto, observada em “ne retʃa” (Ver você.). Também pode ser um possuidor, como no exemplo “mɨde pehi” (Nosso cesto.), ou ainda um complemento de posposição, em “ure hɨ” (De nós.) e “pẽ rehe” (Para vocês.).

#### Pronomes demonstrativos
Os pronomes demonstrativos em araueté indicam a distância de algo ou alguém em relação a um ouvinte e a um falante, além de alguns significados específicos, como demonstrado na tabela. Eles podem ser empregados tanto para substituir quanto para acompanhar um nome.
|                                      | Próximo do falante | Afastado do falante | Afastado do falante |
| Próximo do ouvinte                   | Próximo do falante | Afastado do ouvinte |                     |
| ------------------------------------ | ------------------ | ------------------- | ------------------- |
| Em movimento, suspenso               |                    | ruku                |                     |
| Deitado, redondo, achatado, alongado | re'a               |                     |                     |
| Sentado                              | ru'u               |                     |                     |
| Deitado/em pé, alongado              |                    |                     | rupe                |
| Sentado, alto                        |                    |                     | ruwĩ                |
| Esse de que se fala                  | e'e                |                     |                     |
| Esse outro                           | amute              |                     |                     |
| Esses de que falamos                 | wĩ                 |                     |                     |

Alguns exemplos desses pronomes sendo empregados em frases em araueté são “e’e arakuri rapa pa” (Isso aqui é ovo de galinha?), “pina ruwĩ” (Aquilo [no alto] é palha.) e “upẽ herĩ ruku u’i” (Parece que essa flecha aí vai quebrar).

### Substantivos
Os substantivos (ou nomes) em araueté apresentam uma grande importância nas construções das frases na língua. Algumas relações podem ser estabelecidas entre eles, como é o caso das relações de posse.

#### Relações de posse
Em araueté, é possível estabelecer relações de posse entre substantivos. Para isso, um pronome pessoal ou um nome é utilizado como determinante de algum outro nome. Nessa configuração, cria-se a ideia de que o nome que aparece por último, na oração, pertence ao primeiro. A esse segundo nome, é adicionado o prefixo r- para que a relação seja estabelecida. Isso pode ser observado, por exemplo, nas frases “ne rĩ” (Teu dente.) e “kume’e rahi” (Dor do homem.).

### Verbos
Os verbos em araueté se combinam com prefixos para indicar o agente ou sujeito da ação. Eles apresentam particularidades quanto ao tempo, aspecto, modo e evidencialidade.

#### Tempo
Em araueté, o tempo não é representado pela morfossintaxe. Então, uma mesma forma verbal pode indicar diversos tempos verbais diferentes, que serão diferenciados de acordo com o contexto do enunciado ou com os elementos adverbiais utilizados. Existem alguns morfemas em araueté que passam a ideia de tempo, mas eles foram entendidos pelos gramáticos como partículas evidenciais ou discursivas.
Uma dessas partículas é a partícula ku, que, por um tempo, foi entendida pelos linguistas como uma demarcação do tempo passado. Isso pode ser observado, por exemplo, nas frases a'u ku he pɨda (Eu comi peixe.) e Eruaru ku henupĩ (Eduardo me bateu.). Entretanto, essa partícula possui outras funções e também é empregada em frases que não estão no passado.
Outro recurso utilizado em araueté para a representação do tempo em uma frase, também presente no português, é a utilização do verbo he (ir) seguido de um verbo principal, para expressar a ideia de futuro, como em “ahe tʃe” (Eu vou dormir.).

#### Aspecto
O aspecto verbal informa a duração ou o tempo interno de uma ação. Em araueté, existem 3 aspectos principais: o inceptivo, o completivo e o iterativo.
- Aspecto inceptivo: Indica que o foco da ação está no início dela. Para formá-lo, basta combinar o verbo principal com o nome -ipi, que indica começo ou início. Um exemplo desse uso é “erekaruipi ku he” (Você começou a comer.).
- Aspecto completivo: Indica que o foco da ação está no seu fim e é formado pela combinação do verbo principal com o sufixo -pa (acabar). Ele pode ser visto em “akarupa ku he” (Eu terminei de comer.).
- Aspecto iterativo: Indica a regularidade ou repetição de uma ação. Ocorre com a reduplicação do verbo principal, como em “ahe tepuhupuhu” (Eu passeio frequentemente.).

#### Modo
Os modos verbais do araueté são o imperativo e o indicativo, sendo que esse último é subdividido em duas categorias: o indicativo I e o indicativo II, diferenciados pela presença ou não de uma expressão adverbial antes do predicado.
- Modo imperativo: Indica um comando direto e é formado pela junção do núcleo do predicado com um prefixo pessoal do conjunto II**. São exemplos do uso desse modo as frases “ejija” (Cante.) e “petʃe” (Durmam.).
- Modo indicativo I: É formado pela junção de verbos transitivos e intransitivos com prefixos pessoais do conjunto I* e ocorre sem a presença de expressão adverbial antes do predicado. Pode ser observado em “pekaru ku pẽ” (Vocês comeram.) e “akaru ku he” (Eu comi.)
- Modo indicativo II: Ocorrem nos predicados antecedidos por expressão adverbial. O núcleo desse predicado não sofre flexão pelo prefixo pessoal, como em “deme ku he tapɨ'ɨ juka” (Agora eu mato anta.).

*Prefixos pessoais do conjunto I: a- (1ª pessoa); ere- (2ª pessoa); uru- (1ª e 3ª pessoas); pe- (2ª e 3ª pessoas); u- (3ª pessoa).
**Prefixos pessoais do conjunto II: e- (2ª pessoa do singular); pe- (2ª pessoa do plural).

#### Evidencialidade
Estudos de gramáticos apontam que existe uma partícula da gramática araueté (a partícula ku) que, entre outras funções, pode ser considerada um evidencial, já que carregaria, em si, a fonte da evidência da informação dita. Porém, como são muito poucos os dados a respeito dela, por virem de frases sem contexto, não se sabe exatamente qual a subespecificação de evidência da partícula e também não há exemplos de seu uso em araueté, nos estudos linguísticos. De acordo com as análises realizadas até o momento, ela pode indicar suposição, inferência, resultado de experiência direta ou indireta, entre outras indicações evidenciais possíveis.

#### Voz
Existem 3 vozes verbais em araueté: a ativa, a reflexiva/recíproca e a causativa, que pode ser dividida em simples ou comitativa.
- Voz ativa: O sujeito realiza uma ação exterior a ele, e, para isso, nenhum afixo é adicionado. Um exemplo desse uso é “ure retʃa ku” (Ele nos viu.).
- Voz reflexiva/recíproca: O sujeito que realiza a ação também a recebe. Em araueté, não existe nenhuma diferenciação morfológica entre a voz reflexiva e a recíproca. Para formá-las, basta adicionar o prefixo jɨ- em um verbo transitivo, como em “ajɨetʃa ku he puretʃahaiwe” (Eu me vi no espelho.) ou em “uru ku urujɨpɨ’ɨ̃” (Nós nos beliscamos.)
- Voz causativa simples: O sujeito faz algo ou alguém exercer uma ação. Para isso, o prefixo mu- ou m- é adicionado a um tema intransitivo, como, por exemplo, “he ku tememi amutʃe” (Eu fiz meu filho dormir.).
- Voz causativa comitativa: Além de fazer algo ou alguém realizar uma ação, o sujeito também a pratica. Utiliza-se o morfema eru-, ru-, ere- ou r- em um verbo intransitivo para formar essa voz, visto em “ne ku ereereha” (Você o levou. / Você o fez ir, indo junto com ele.).

#### Reduplicação
Em araueté, ocorre a reduplicação em alguns verbos, para alterar seu significado. Ela pode ser monossilábica, em que uma sílaba do verbo é repetida para indicar que uma ação está sendo realizada diversas vezes sucessivamente ou simultaneamente, ou dissilábica, com a duplicação de duas sílabas do verbo para indicar que algo está sendo repetido muitas vezes ou com grande intensidade. Um exemplo de uma reduplicação monossilábica é “ahe teataata” (Eu vou andando [ininterruptamente].), enquanto um de uma reduplicação dissilábica é “ahe tepuhupuhu” (Eu passeio frequentemente. / Eu passeio muito.).

### Sentença
Existem algumas peculiaridades na formação de sentenças em araueté, como a ordem básica da língua, de acordo com o alinhamento morfossintático das frases, e a possibilidade de, gramaticalmente, dar um foco especial a algum dos termos da sentença.

#### Ordem da frase e alinhamento
O alinhamento das frases em araueté ocorre a nível morfossintático, de acordo com a função sintática dos componentes das frases. A ordem básica da língua é SOV (sujeito-objeto-verbo), ou seja, um sujeito é seguido de um objeto, que é seguido do verbo, nessa ordem. Isso é visto no exemplo ka'arume he akaju tɨ̃ (Ontem eu plantei caju.), em que he (eu) indica o sujeito, akaju (caju) indica o objeto direto do verbo e tɨ̃ (plantar) é o verbo transitivo direto. Também existem outras ordens de frase em araueté, como a VSO (verbo-sujeito-objeto) ou OVS (objeto-verbo-sujeito), mas são menos comuns e ocorrem, quase sempre, por conta da focalização.

#### Foco
É possível, em araueté, dar um foco principal a algum componente escolhido da sentença. Para isso, ocorre a inversão da ordem básica da frase acompanhada por uma partícula de foco (partícula ku). Então, pode-se colocar o verbo ou o objeto a ser topicalizado no início da frase, e, logo após ele, a partícula ku, de modo que o que está na periferia esquerda da frase e antes da partícula fique em foco. Isso pode ser observado, por exemplo, em “abura ku ure urueti ka’arume” (Bola nós jogamos ontem), em que o foco está no objeto bola (abura).

## Vocabulário

### Numeração
De acordo com os estudos realizados até o momento, foram reconhecidos, em araueté, somente quatro numerais, que podem vir isolados ou acompanhados de um nome. São eles:
- tʃipẽ (um)
- mukũj (dois)
- tʃipẽ majɨ̃ (três)
- mukũj mukũj (quatro)

### Cantooñĩñã me’e
A seguir está transcrito o refrão de um dos cantos oñĩñã me’e, típico da comunidade Araueté, e sua tradução para o português.
| Araueté | Português |
| --- | --- |
| Ujueropoĩ Maɨ poti uju Madadi muñu uju Madadi roɨ de’ã Ɨtãpidĩoho modi modi Ujueropoĩ te pa Maɨ poti Ka Maɨ poti juerehá Ɨtãpidĩoho kati Purereha me’e Maɨ poti Ɨtãpidĩoho kati | Flores do Mai levantam-se / voam Junto com Madadi Madadi bem aqui Pintando pedra vermelha / pintando-se com urucum Voam flores do Mai? Essas flores do Mai levam ao Rumo da pedra vermelha Purereha me’e flores do Mai Rumo da pedra vermelha |